# Президентские выборы в Непале (2015)
Выборы Президента Непала — выборы президента Непала, прошедшие 28 октября 2015 года. Президента страны, в соответствии с конституцией (от 20 сентября 2015 года), избрал Парламент Непала.

## Результаты

### Выборы президента
Для участия в президентских выборах одному кандидату необходимо было набрать 299 голосов. 549 из 596 законодателей, имеющих право голоса, отдали свои голоса.
| Кандидат                           | Партия                                                                 | Голоса | %      |
| ---------------------------------- | ---------------------------------------------------------------------- | ------ | ------ |
| Бидхья Деви Бхандари               | Коммунистическая партия Непала (объединённая марксистско-ленинистская) | 327    | 60,44  |
| Кул Бахадур Гурунг                 | Непальский конгресс                                                    | 214    | 39,56  |
| Всего                              | Всего                                                                  | 541    | 100,00 |
| Действительные голоса              | Действительные голоса                                                  | 541    | 98,54  |
| Недействительные/пустые голоса     | Недействительные/пустые голоса                                         | 8      | 1,46   |
| Всего голосов                      | Всего голосов                                                          | 549    | 100,00 |
| Зарегистрированные избиратели/явка | Зарегистрированные избиратели/явка                                     | 596    | 92,11  |
| Источник: The Himalayan Times      |                                                                        |        |        |

### Выборы вице-президента
Выборы вице-президента состоялись через три дня после президентских выборов. После того, как Даярам Кандель (Непал Паривар Дал) и Аттахар Камал Мусалман (независимый) сняли свои кандидатуры, осталось два кандидата. Проголосовали 547 из 596 законодателей, имеющих право голоса.
| Кандидат                           | Партия                                                                 | Голоса | %      |
| ---------------------------------- | ---------------------------------------------------------------------- | ------ | ------ |
| Нанда Кишор Пун                    | Коммунистическая партия Непала (объединённая марксистско-ленинистская) | 325    | 60,52  |
| Амия Кумар Ядав                    | Непальский конгресс                                                    | 212    | 39,48  |
| Всего                              | Всего                                                                  | 537    | 100,00 |
| Действительные голоса              | Действительные голоса                                                  | 537    | 98,17  |
| Недействительные/пустые голоса     | Недействительные/пустые голоса                                         | 10     | 1,83   |
| Всего голосов                      | Всего голосов                                                          | 547    | 100,00 |
| Зарегистрированные избиратели/явка | Зарегистрированные избиратели/явка                                     | 596    | 91,78  |
| Источник: The Himalayan Times      |                                                                        |        |        |